# 杉戸郵便局
杉戸郵便局（すぎとゆうびんきょく）は埼玉県北葛飾郡杉戸町にある郵便局。民営化前の分類では集配普通郵便局であった。

## 概要
住所：〒345-8799 埼玉県北葛飾郡杉戸町内田1-6-13

## 沿革
- 1872年8月4日（明治5年7月1日） - 杉戸郵便取扱所として開設[1]。
- 1875年（明治8年）1月1日 - 杉戸郵便局（五等）となる。
- 1880年（明治13年）8月2日 - 為替取扱を開始。
- 1882年（明治15年）6月16日 - 貯金取扱を開始。
- 1897年（明治30年）3月6日 - 杉戸郵便電信局となる。
- 1903年（明治36年）4月1日 - 通信官署官制の施行に伴い杉戸郵便局となる。
- 1958年（昭和33年）4月1日 - 田宮簡易郵便局の廃止に伴い、取扱事務を承継[2]。
- 1966年（昭和41年）10月1日 - 東武伊勢崎線を経由する鉄道郵便輸送（東京伊勢崎線）が廃止[3]。専用自動車に転換。
- 1967年（昭和42年）3月28日 - 電話交換業務を久喜電報電話局に、和文電報配達業務を幸手電報電話局および春日部電報電話局に、それぞれ移管。
- 1969年（昭和44年）4月16日 - 特定郵便局から普通郵便局に局種別改定。
- 1989年（平成元年）9月18日 - 杉戸町杉戸二丁目から同町内田一丁目に移転。
- 2000年（平成12年）8月14日 - 外国通貨の両替および旅行小切手の売買に関する業務取扱を開始。
- 2007年（平成19年）10月1日 - 民営化に伴い、併設された郵便事業杉戸支店に一部業務を移管。
- 2012年（平成24年）10月1日 - 日本郵便株式会社発足に伴い、郵便事業杉戸支店を杉戸郵便局に統合。

## 取扱内容
- 郵便、印紙、ゆうパック、内容証明
- 貯金、為替、振替、振込、国際送金、外貨両替・トラベラーズチェック、国債、投資信託
- 生命保険、バイク自賠責保険、自動車保険
- ゆうちょ銀行ATM
- 北葛飾郡杉戸町内および南埼玉郡宮代町内の集配業務
- ゆうゆう窓口

## 周辺
- 埼玉県立杉戸高等学校
- 杉戸町立杉戸中学校
- 大落古利根川

## アクセス
- 東武伊勢崎線・日光線 東武動物公園駅（東口）から徒歩約11分
- 朝日バス 杉戸中前停留所下車
- 首都圏中央連絡自動車道 幸手ICから南へ約4km
- 国道4号沿い
- 駐車場あり：20台